# 톈진시 톈진 중학
톈진시 톈진 중학(天津市天津中学)은 중화인민공화국 톈진시 난카이구에 있는 2000년에 설립된 중국 북부의 중학교다.